# Гауптєфрейтор
Гауптєфрейтор (нім. Hauptgefreiter, HptGefr) — військове звання молодшого рядового та сержантського складу в Збройних силах Німеччини (Люфтваффе (вермахт) та Бундесвер).
У сучасних німецьких збройних силах звання штабс-єфрейтора розташовується за військовою ієрархією між військовими званнями оберєфрейтор та штабсєфрейтор.
Знаки розрізнення гауптєфрейтора

Петлиця гауптєфрейтора Люфтваффе
Нашивка гауптєфрейтора Люфтваффе
Польовий погон гауптєфрейтора Люфтваффе